# Sen Anlat Karadeniz
Sen Anlat Karadeniz (en español: Le dices al mar negro) es una serie de televisión turca de 2018, producida por Sinegraf Film y emitida por ATV.

## Trama
Nefes a los 16 años fue vendida por su padre a un empresario psicópata que se obsesiona con ella, y la hace aparecer como su esposa. Capturada por este hombre llamado Vedath, se ha convertido en víctima de golpes y violaciones constantes. En este cautiverio da a luz a su hijo. Ella no pudo escapar de su esposo durante 8 años, cada intento resultó negativamente. Nefes luchó para explicar cada golpe de Vedath a su hijo, tratando de convencerlo de que esto es solo un juego. Ella nunca se da por vencida preparando a su hijo para la fuga como si fueran a vivir una épica aventura. 
Un hombre de negocios de la región del Mar Negro, Mustafá Kaleli, viaja a Estambul para hacer nuevos acuerdos con Vedath y trae a su familia con él. Los Kaleli son invitados a la casa de Vedath y el hermano menor de Mustafa, Tahir, se da cuenta de que Nefes está golpeada y sospecha de la violencia de su marido. Esa noche Vedath le quiebra los dedos a su mujer, al percibir que Tahir  descubrió algo. 
Nefes decide escapar esa noche de la casa y se esconde en la camioneta de Tahir con su hijo. Su plan es salir de la camioneta al estar fuera de las cercanías de la casa y comenzar una nueva vida con su hijo. Pero las cosas no salen según lo planeado, pues Nefes se duerme en la parte trasera de la camioneta. En Trivisonda, al llegar a su casa, Tahir descubre a los dos fugitivos y junto a su cuñada Aziye deciden ayudarlos. Tahir no tiene idea de que entrará en una gran batalla para salvarlos, exponiéndose y cambiando el rumbo de la vida de todos de ahí en adelante.

## Reparto
- Ulaş Tuna Astepe como Tahir Kaleli
- İrem Helvacıoğlu como Nefes Kaleli
- Mehmet Ali Nuroğlu como Vedat Sayar
- Gülper Özdemir como Hazan
- Ali Ersan Duru como Ferhat Kiliç
- Erdal Cindoruk como Fikret
- Sinan Tuzcu como Mustafa Kaleli
- Öykü Gürman como Asiye Kaleli
- Cem Kenar como Murat Kaleli
- Furkan Aksoy como Fatih Kaleli
- Demir Birinci como Yigit Sayar
- Dila Aktas como Balim Kaleli
- Gözde Kansu como Eyşan Sayar
- Nurşim Demir como Saniye Kaleli
- Sait Genay como Osman Hopalı
- Temmuz Gürkan Karaca como Ali
- Duygu Üstünbaş como Esma Hopalı
- Uğur Çavuşoğlu como Genco
- Ayten Soykök como Nilüfer
- Asya Kasap como Melek
- Hilmi Özçelik como Cemil Dağdeviren
- Nalan Kuruçim como Türkan Dağdeviren
- Belfu Benian como Mercan Dağdeviren
- Çağla Özavcı como Nazar Dağdeviren
- İlayda Çevik como Berrak Yılmaz
- Emre Ön como İdris
- Faruk Acar como Necip
- Pala Dayı como Davut Şendoğan
- Öksüz como Cemal Reis
- Senem Göktürk como Nuran Dilek
- Denizdelen como Naciye
- Zeynep Rüçhan Çalışkur como Hanife

## Temporadas
| Temporada | Temporada | Episodios | Rango de episodios | Emisión original         | Emisión original        |
| Temporada | Temporada | Episodios | Rango de episodios | Inicio                   | Final                   |
| --------- | --------- | --------- | ------------------ | ------------------------ | ----------------------- |
|           | 1         | 21        | 1 - 21             | 24 de enero de 2018      | 13 de junio de 2018     |
|           | 2         | 32        | 22 - 53            | 19 de septiembre de 2018 | 29 de mayo de 2019      |
|           | 3         | 11        | 54 - 64            | 4 de septiembre de 2019  | 13 de noviembre de 2019 |

## Premios y nominaciones
| Año  | Premios               | Categoría             | Nominado(a)                                    | Resultado | Ref.  |
| ---- | --------------------- | --------------------- | ---------------------------------------------- | --------- | ----- |
| 2018 | Premios Altın Kelebek | Mejor guionista       | Ayşe Ferda Eryılmaz y Nehir Erdem              | Ganadoras | [ 2 ] |
| 2018 | Premios Altın Kelebek | Mejor director        | Osman Sınav, Emre Kabakuşak y Yusuf Ömer Sınav | Ganadores | [ 2 ] |
| 2018 | Premios Altın Kelebek | Mejor pareja de serie | İrem Helvacıoğlu - Ulaş Tuna Astepe            | Ganadores | [ 2 ] |
| 2018 | Premios Altın Kelebek | Mejor actor infantil  | Demir Birinci                                  | Ganador   | [ 2 ] |
| 2018 | Premios Altın Kelebek | Mejor actriz          | İrem Helvacıoğlu                               | Nominada  | [ 3 ] |
| 2018 | Premios Altın Kelebek | Mejor actor           | Ulaş Tuna Astepe                               | Nominado  | [ 3 ] |
| 2018 | Premios Altın Kelebek | Mejor serie           | Sen Anlat Karadeniz                            | Nominada  | [ 3 ] |
| 2018 | Premios Altın Kelebek | Mejor música de serie | Ender Gündüzlü - Metin Arıgül                  | Nominados | [ 3 ] |